# Oto, Príncipe Herdeiro da Áustria
Oto de Habsburgo, também chamado pelo nome oficial Otto von Habsburg, (em alemão: Franz Joseph Otto Robert Maria Anton Karl Max Heinrich Sixtus Xaver Felix Renatus Ludwig Gaetan Pius Ignatius, em húngaro: Ferenc József Ottó Róbert Mária Antal Károly Max Heinrich Sixtus Xaver Felix Renatus Lajos Gaetan Pius Ignác; Reichenau an der Rax, 20 de novembro de 1912 – Pöcking, 4 de julho de 2011) foi o último Príncipe Herdeiro da Áustria-Hungria de 1916 até a dissolução do império em novembro de 1918. Em 1922, tornou-se pretendente aos antigos tronos, chefe da Casa de Habsburgo-Lorena e soberano da Ordem do Tosão de Ouro, após a morte de seu pai. Ele renunciou ao cargo de Soberano do Tosão de Ouro em 2000 e ao cargo de chefe da Casa Imperial em 2007.
O filho mais velho de Carlos I e IV, o último Imperador da Áustria e Rei da Hungria, e sua esposa, Zita de Bourbon-Parma, Otto nasceu como Franz Joseph Otto Robert Maria Anton Karl Max Heinrich Sixtus Xaver Felix Renatus Ludwig Gaetan Pius Ignatius von Habsburg, terceiro na linha de sucessão ao trono, como Arquiduque Oto da Áustria, Príncipe Real da Hungria, Boêmia e Croácia. Com a ascensão de seu pai ao trono em 1916, ele provavelmente se tornaria imperador e rei. Como seu pai nunca abdicou, Otto foi considerado por si mesmo, sua família e os legitimistas austro-húngaros como o legítimo rei-imperador desde a morte de seu pai em 1922. Otto foi ativo no cenário político austríaco e europeu desde a década de 1930, tanto promovendo a causa da restauração dos Habsburgos quanto como um dos primeiros defensores da integração europeia; ele foi um feroz oponente do nazismo, do nacionalismo e do comunismo. Ele foi descrito como um dos líderes da Resistência Austríaca. Após o Anschluss de 1938, ele foi condenado à morte pelos nazistas e fugiu da Europa para os Estados Unidos.
Otto von Habsburg foi vice-presidente (1957–1973) e presidente (1973–2004) do movimento da União Pan-Europeia Internacional. De 1979 a 1999, ele atuou como membro do Parlamento Europeu pela União Social-Cristã da Baviera (CSU) da Alemanha. Como membro recém-eleito do Parlamento Europeu em 1979, Otto demonstrou grande interesse pelos países por trás da Cortina de Ferro e mandou montar uma cadeira vazia no Parlamento Europeu para simbolizar sua ausência. Otto von Habsburg desempenhou um papel notável nas revoluções de 1989 como co-iniciador do Piquenique Pan-Europeu. Mais tarde, ele foi um forte defensor da adesão à UE dos países da Europa Central e Oriental. Um intelectual notável, ele publicou vários livros sobre assuntos históricos e políticos. Otto foi descrito como um dos "arquitetos da ideia europeia e da integração europeia", juntamente com Robert Schuman, Konrad Adenauer e Alcide De Gasperi.
Otto foi exilado em 1919 e cresceu principalmente na Espanha. Sua devota mãe católica o criou de acordo com o antigo currículo da Áustria-Hungria, preparando-o para se tornar um monarca católico. Durante a sua vida no exílio, viveu na Áustria, Bélgica, França, Madeira (Portugal), Espanha, Suíça, Estados Unidos e, de 1954 até à sua morte, finalmente na Baviera (Alemanha), na residência Villa Áustria. Ele era apátrida de jure e de facto, e possuía passaportes da Ordem de Malta e da Espanha. Seu funeral ocorreu na Catedral de Santo Estêvão, em Viena, em 16 de julho de 2011; ele foi sepultado na Cripta Imperial em Viena e seu coração enterrado na Abadia de Pannonhalma, na Hungria.

## Biografia

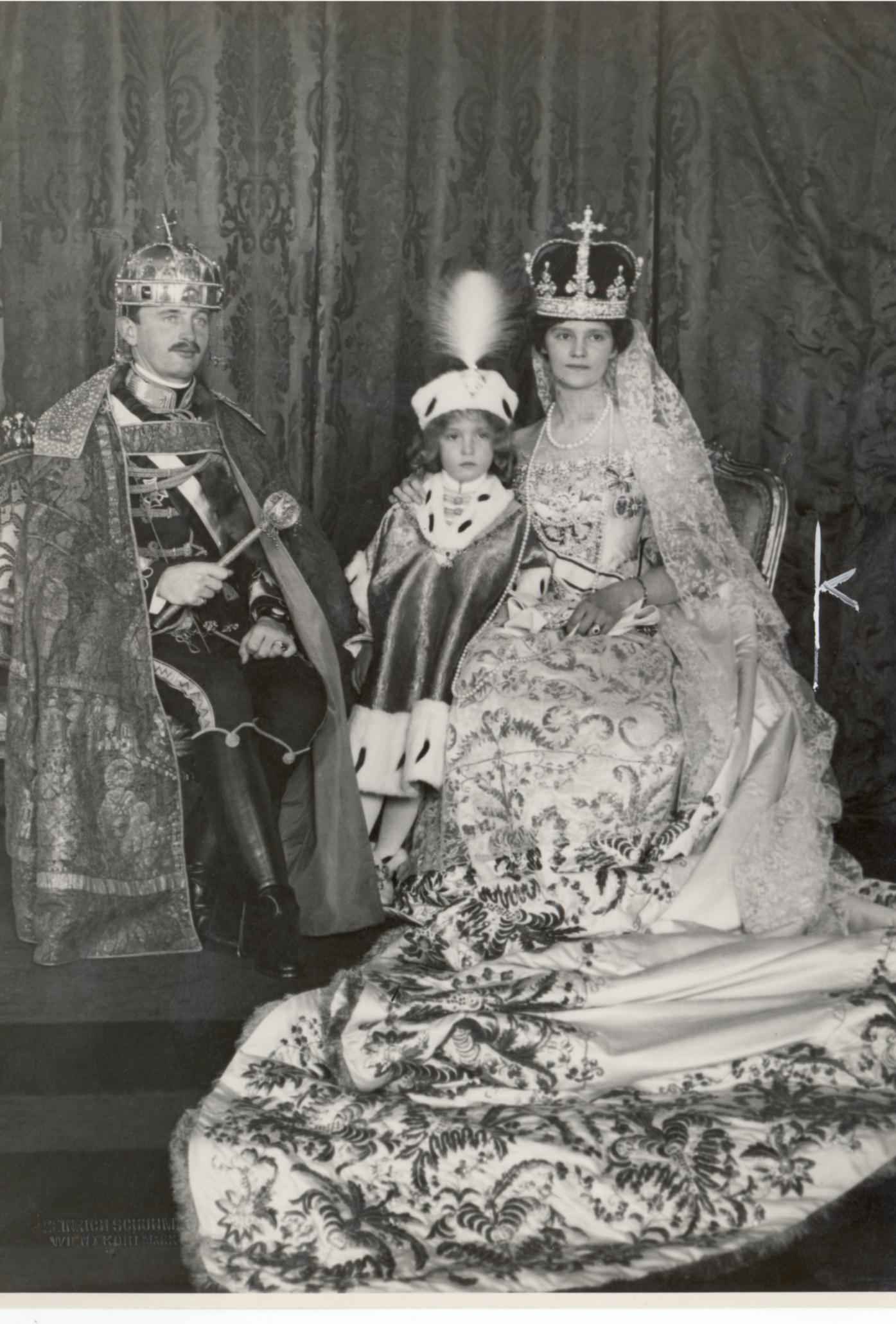
O jovem príncipe herdeiro Oto com seus pais posando para fotos oficiais por ocasião da coroação em Budapeste, 1916

Otto nasceu na Villa Wartholz em Reichenau an der Rax, Áustria-Hungria, durante o reinado de seu tio-avô, Francisco José I da Áustria. Ele foi batizado Franz Joseph Otto Robert Maria Anton Karl Max Heinrich Sixtus Xaver Felix Renatus Ludwig Gaetan Pius Ignatius em 25 de novembro de 1912 na Villa Wartholz pelo Cardeal Franz Xaver Nagl, Príncipe-Arcebispo de Viena. Este nome foi escolhido para que ele pudesse reinar como "Francisco José II" no futuro. Seu padrinho foi Francisco José I, Imperador da Áustria (representado pelo Arquiduque Francisco Fernando da Áustria); sua madrinha foi sua avó, a Infanta Maria Antônia de Portugal.
Em novembro de 1916, Oto tornou-se príncipe herdeiro da Áustria, Hungria, Boêmia e Croácia quando seu pai, o arquiduque Carlos, ascendeu ao trono. Contudo, em 1918, após o fim da Primeira Guerra Mundial, as monarquias foram abolidas, as repúblicas da Áustria e da Hungria foram fundadas no seu lugar, e a família foi forçada ao exílio na Madeira. A Hungria voltou a ser um reino, mas Carlos nunca mais recuperou o trono. Em vez disso, Miklós Horthy governou como regente até 1944, em um reino sem rei.
Otto falava fluentemente alemão, húngaro, croata, inglês, espanhol, francês e latim. Mais tarde, ele escreveria cerca de quarenta livros em alemão, húngaro, francês e espanhol. Sua mãe o fez aprender muitas línguas porque acreditava que um dia ele poderia governar muitas terras.

## Anos no exílio
Otto estava no Palácio de Gödöllő durante a Revolução dos Crisântemos, mas foi rapidamente evacuado da Hungria devido ao aumento do sentimento republicano. A família de Otto passou os anos seguintes na Suíça e na ilha portuguesa da Madeira, onde Charles, de 34 anos, morreu em 1922, deixando Otto, de nove anos, como pretendente ao trono. No leito de morte de seu pai, sua mãe, a imperatriz viúva Zita, disse a Otto: "seu pai agora está dormindo o sono eterno — você agora é imperador e rei". A família acabou se mudando para a cidade basca de Lekeitio, onde quarenta nobres espanhóis compraram uma vila para eles.
Enquanto isso, o parlamento austríaco expulsou oficialmente a dinastia dos Habsburgos e confiscou todas as propriedades oficiais por meio da Lei dos Habsburgos de 3 de abril de 1919. Carlos foi proibido de retornar à Áustria novamente, enquanto Otto e outros membros do sexo masculino só poderiam retornar se renunciassem a todas as reivindicações ao trono e aceitassem o status de cidadãos comuns.

Em 1935, doutorou-se em Ciências Políticas e Sociais pela Universidade de Louvain, na Bélgica. A sua tese era sobre “o direito, nascido do uso e do direito camponês da herança, à indivisibilidade da propriedade rural na Áustria”.  Em 1937 ele escreveu:
ISei muito bem que a esmagadora maioria da população austríaca gostaria que eu assumisse a herança do imperador da paz, meu amado pai, o mais cedo possível… O povo [austríaco] nunca votou a favor da república. Permaneceu em silêncio enquanto estava exausto da longa luta e surpreendido pela audácia dos revolucionários de 1918 e 1919. Sacudiram a cabeça quando perceberam que a revolução havia violado seu direito à vida e à liberdade…. Tal confiança representa um pesado fardo para mim. Aceito-a prontamente. Se Deus quiser, a hora da reunião entre o Duque e o povo chegará em breve.

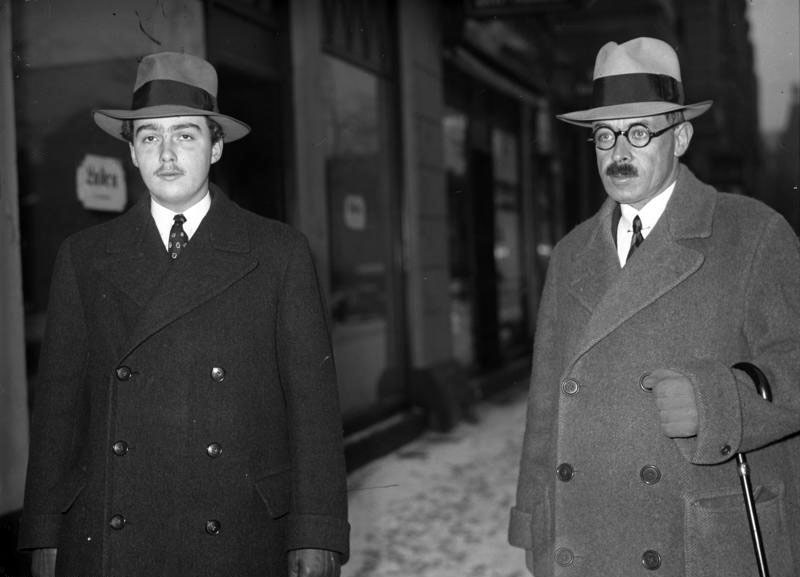
Otto von Habsburg (à esquerda) e Conde von Degenfeld em 1933

Ele continuou a desfrutar de considerável apoio público na Áustria; de 1931 a 1938, 1.603 municípios austríacos nomearam Otto como cidadão honorário. No entanto, John Gunther acreditava que Zita era menos popular entre os austríacos, escrevendo em 1936 que "a restauração estaria muito mais próxima se o retorno de Otto não significasse também o retorno de sua mãe — sem falar de centenas de primos e tias Habsburgos, diversos e empobrecidos, que migravam para Viena como formigas para um barril de xarope". Um obstáculo maior, escreveu ele, era a oposição da Tchecoslováquia e da Iugoslávia, que temiam que o seu povo pudesse querer voltar a juntar-se a uma monarquia recriada. 

## Segunda Guerra Mundial
Otto denunciou o nazismo, afirmando:
Rejeito totalmente o fascismo [nazista] pela Áustria… Este movimento anti-austríaco promete tudo a todos, mas na verdade pretende a mais implacável subjugação do povo austríaco… O povo da Áustria nunca tolerará que nossa bela pátria se torne uma colônia explorada, e que o austríaco se torne um homem de segunda categoria.
Ele se opôs fortemente ao Anschluss e, em 1938, solicitou ao chanceler austríaco Kurt Schuschnigg que resistisse à Alemanha Nazista. Ele apoiou a intervenção internacional e ofereceu-se para regressar do exílio para assumir as rédeas do governo e repelir os nazis. De acordo com Gerald Warner, "os judeus austríacos estavam entre os mais fortes apoiantes da restauração dos Habsburgos, uma vez que acreditavam que a dinastia daria à nação determinação suficiente para enfrentar o Terceiro Reich".
Após a anexação alemã da Áustria, Otto foi condenado à morte pelo regime nazista; Rudolf Hess ordenou que Otto fosse executado imediatamente se fosse capturado. Conforme ordenado por Adolf Hitler, seus bens pessoais e os da Casa de Habsburgo foram confiscados. Não foi devolvido após a guerra. A chamada "Lei dos Habsburgos", que havia sido revogada anteriormente, foi reintroduzida pelos nazistas. Os apoiadores de Otto, os líderes do movimento legitimista austríaco, foram presos pelos nazistas e em grande parte executados (a novela Schachnovelle de Stefan Zweig é baseada nesses eventos). Os primos de Otto, Maximiliano, Duque de Hohenberg, e o Príncipe Ernesto de Hohenberg, foram presos em Viena pela Gestapo e enviados para o campo de concentração de Dachau, onde permaneceram durante todo o regime nazista. Otto esteve envolvido em ajudar cerca de 15.000 austríacos, incluindo milhares de judeus austríacos, a fugir do país no início da Segunda Guerra Mundial.
Após a invasão alemã da França em 1940, a família deixou a capital francesa e fugiu para Portugal. Em 12 de junho, o ditador português António Salazar emitiu instruções aos consulados portugueses em França para fornecerem à Infanta Maria Antónia de Portugal passaportes portugueses que permitiriam vistos para a sua filha, a Imperatriz Zita, e para o neto Otto, sem violar a neutralidade portuguesa. A família residiu em Cascais durante o seu êxodo. Quando as autoridades alemãs pressionaram Salazar para a extradição de Otto de Portugal, Salazar ofereceu-se para proteger Otto, mas pediu-lhe como amigo que deixasse o país. Otto partiu e viveu de 1940 a 1944 em Washington, D.C. Em 1941, Hitler revogou pessoalmente a cidadania de Otto, sua mãe e seus irmãos, e a família imperial-real se viu apátrida.
Otto foi listado na Sonderfahndungsliste GB nazista ("Lista Especial de Busca da Grã-Bretanha") e era o chefe não oficial de vários grupos de resistência na Europa Central. Esses grupos odiavam a ideologia nazista e viam o ressurgimento de uma confederação do Danúbio como a única maneira de pequenos estados existirem entre a Alemanha e a Rússia. Eles defenderam o princípio secular dos Habsburgos de "viver e deixar viver" entre grupos étnicos, povos, minorias, religiões, culturas e línguas. Esses grupos de resistência imperial envolveram-se numa feroz guerra partidária contra Hitler, que odiava profundamente a tradição da família Habsburgo. Muitos desses combatentes da resistência imperial (de acordo com estimativas atuais, 4.000 a 4.500) foram enviados diretamente para campos de concentração sem julgamento, e mais de 800 foram executados pelos nazistas. Entre eles estava Karl Burian, que planejava explodir a sede da Gestapo em Viena, ou o Dr. Heinrich Maier, que passou planos e instalações de produção de foguetes V-2, tanques Tiger e aviões Messerschmitt para os Aliados. Ao contrário de muitos outros grupos de resistência alemães, o grupo Maier foi informado muito cedo sobre o assassinato em massa de judeus através dos seus contactos com a fábrica Semperit perto de Auschwitz.
Durante seu exílio em tempo de guerra nos Estados Unidos, Otto e seus irmãos mais novos estiveram em contato direto com o presidente Franklin D. Roosevelt e o governo federal. Seus esforços para criar um "Batalhão Austríaco" no Exército dos Estados Unidos foram adiados e nunca implementados. No entanto, ele convenceu com sucesso os EUA a interromper ou limitar o bombardeio de cidades austríacas, especialmente Viena; devido a essa influência, os bombardeios em Viena foram adiados até 1943. Otto desejava muito que a Áustria fosse livre, independente e democrática; ele expressou preocupação de que, após a guerra, o país corria o risco de se tornar um estado satélite soviético. Otto era comumente conhecido nos EUA como "Otto da Áustria" e tentou manter sua terra natal e seus vizinhos na mente do povo americano ao inaugurar uma série de selos (a série Overrun Countries) apresentando as nações europeias ocupadas pelos alemães.
Ele obteve o apoio de Winston Churchill para uma "Federação do Danúbio" conservadora, na verdade uma restauração da Áustria-Hungria, mas Josef Stalin pôs fim a esses planos. Otto fez lobby pelo reconhecimento de um governo austríaco no exílio, pelos direitos da população de língua alemã do Tirol do Sul, contra a deportação dos habitantes de língua alemã da Boêmia e da Europa Oriental, e contra deixar Stalin governar a Europa Oriental.

## Pós-Segunda Guerra Mundial

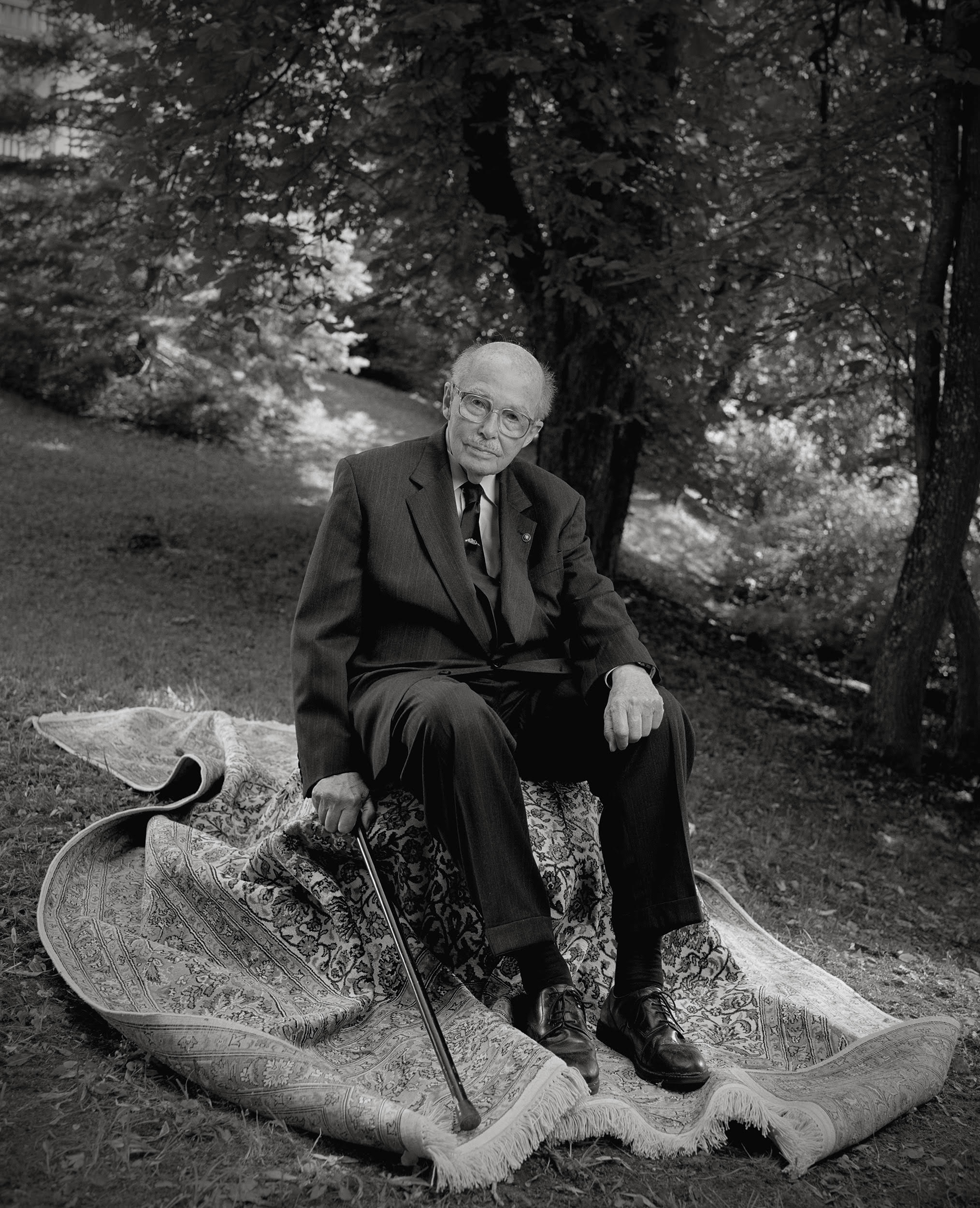
Retrato de Oliver Mark, 2006

No final da guerra, Otto retornou à Europa e viveu por vários anos na França e na Espanha.
Como não possuía passaporte e era efetivamente apátrida, recebeu um passaporte do Principado do Mônaco, graças à intervenção de Charles de Gaulle em 1946. A Soberana Ordem Militar de Malta, da qual era cavaleiro, também lhe emitiu um passaporte diplomático. Mais tarde, ele também recebeu um passaporte diplomático espanhol.
Em 8 de maio de 1956, Otto foi reconhecido como cidadão austríaco pelo governo provincial da Baixa Áustria. O Ministério do Interior austríaco aprovou esta declaração de cidadania, mas com a condição de que ele aceitasse o nome Dr. Otto Habsburg-Lothringen, em 8 de fevereiro de 1957. No entanto, isto apenas lhe dava direito a um passaporte “válido em todos os países, excepto na Áustria”. Otto já havia apresentado uma declaração por escrito, em 21 de fevereiro de 1958, de que ele e sua família renunciariam a todos os antigos privilégios pessoais da Casa de Habsburgo, mas isso não atendia aos requisitos da Lei dos Habsburgos, que afirmava que Otto e outros descendentes de Carlos só poderiam retornar à Áustria se renunciassem a todas as reivindicações reais e aceitassem o status de cidadãos privados. Ele declarou oficialmente sua lealdade à República da Áustria em 5 de junho de 1961, mas essa declaração também foi considerada insuficiente.

Numa declaração datada de 31 de maio de 1961, Otto renunciou a todas as pretensões ao trono austríaco e proclamou-se "um cidadão leal da república", "por razões puramente práticas". Numa entrevista de 2007, por ocasião do seu próximo 95.º aniversário, Otto declarou:
Isso foi uma infâmia tão grande que eu preferiria nunca ter assinado. Exigiram que eu me abstivesse da política. Eu nem sonharia em obedecer. Depois que você experimenta o ópio da política, nunca mais se livra dele.
O tribunal administrativo austríaco concluiu em 24 de maio de 1963 que a declaração de Otto era legalmente suficiente. Ao retornar à Áustria, ele e sua esposa receberam uma Prova de Cidadania Certificada em 20 de julho de 1965. Entretanto, vários elementos políticos do país, particularmente os socialistas, estavam maldispostos a receber de volta o herdeiro da dinastia deposta. Isto desencadeou lutas políticas internas e agitação civil que quase precipitaram uma crise de Estado, e mais tarde ficou conhecida como a "Crise dos Habsburgos". Foi somente em 1.º de junho de 1966, depois que o Partido Popular conquistou a maioria absoluta nas eleições nacionais, que Otto recebeu um passaporte austríaco e finalmente pôde visitar seu país de origem novamente em 31 de outubro de 1966, pela primeira vez em 48 anos. Naquele dia, ele viajou para Innsbruck para visitar o túmulo do arquiduque Eugénio da Áustria. Mais tarde, ele visitou Viena em 5 de julho de 1967.

## Carreira política

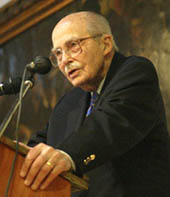
Otto von Habsburg fazendo um discurso

Um dos primeiros defensores de uma Europa unificada, Otto foi presidente da União Pan-Europeia Internacional de 1973 a 2004. Ele serviu de 1979 a 1999 como membro do Parlamento Europeu pelo partido conservador União Social-Cristã da Baviera (CSU), tornando-se eventualmente o membro sênior do Parlamento Europeu. Ele também era membro da Sociedade Mont Pèlerin. Os Habsburgos também fizeram parte da secreta rede conservadora Le Cercle durante a Guerra Fria. Ele foi um grande apoiador da expansão da União Europeia desde o início e, especialmente, da aceitação da Hungria, Eslovênia e Croácia. Durante seu mandato no Parlamento Europeu, ele se envolveu em uma briga com seu colega eurodeputado Ian Paisley, um pastor protestante unionista da Irlanda do Norte. Em 1988, o Papa João Paulo II tinha acabado de começar um discurso no Parlamento quando Ian Paisley, um veemente anticatólico, gritou e ergueu um cartaz com os dizeres "Papa João Paulo II, Anticristo". Enquanto outros membros atiravam papéis e outros objetos a Paisley, Otto agarrou na faixa de Paisley e, juntamente com outros deputados europeus e pessoal de segurança, atacou-o violentamente, deu-lhe socos, rasgou-lhe a camisa, puxou-lhe a gravata e atirou-o de cabeça para fora da câmara, enquanto o Papa observava.
Juntamente com outros, ele foi fundamental na organização do chamado Piquenique Pan-Europeu na fronteira entre a Hungria e a Áustria, em 19 de agosto de 1989. Este evento é considerado um marco no colapso das ditaduras comunistas na Europa.

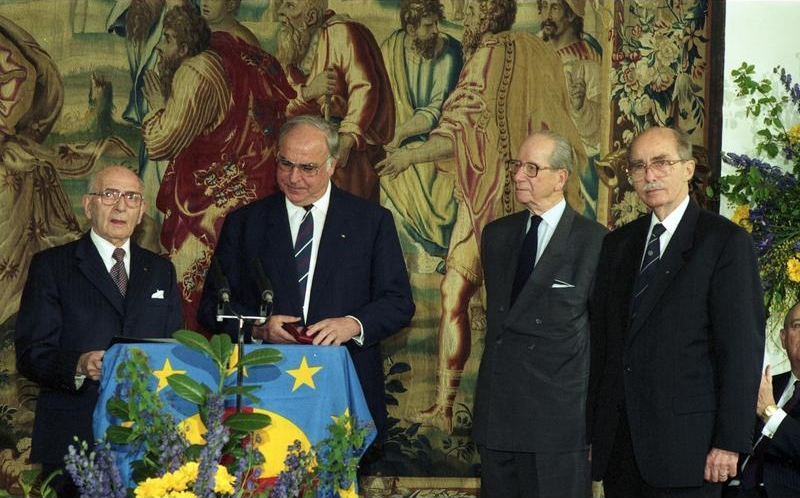
Otto (primeiro à direita) com Helmut Kohl (terceiro à direita) na cerimônia do Prêmio Europeu Coudenhove-Kalergi

Em dezembro de 2006, ele observou que "a catástrofe de 11 de setembro de 2001 atingiu os Estados Unidos mais profundamente do que qualquer um de nós, daí uma certa incompreensão mútua. Até então, os Estados Unidos se sentiam seguros, convencidos de seu poder de bombardear qualquer inimigo, sem que ninguém pudesse contra-atacar. Esse sentimento desapareceu em um instante. Os americanos entendem visceralmente pela primeira vez os riscos que enfrentam." Ele era conhecido como um defensor dos direitos dos refugiados e deslocados na Europa, principalmente dos alemães étnicos deslocados da Boêmia, onde ele já foi príncipe herdeiro. Foi membro do júri do Prêmio Franz Werfel de Direitos Humanos. Ele também tinha Francisco Franco em alta conta e o elogiou por ajudar os refugiados, afirmando que ele era "um ditador do tipo sul-americano, não totalitário como Hitler ou Stalin".
Em 2002, foi nomeado o primeiro membro honorário do grupo do Partido Popular Europeu.
Otto von Habsburg foi um dos primeiros críticos do presidente russo Vladimir Putin. Numa entrevista a um jornal em 2002 e em dois discursos em 2003 e 2005, alertou Putin como uma "ameaça internacional", que era "cruel e opressivo" e um "tecnocrata frio".

## Críticas e controvérsias
No final de 1998, Otto foi alvo de críticas e do Ministério Público de Munique por comparar as acusações e os pedidos de renúncia contra seu filho Carlos de Habsburgo em conexão com o caso de doação da World Vision com a perseguição nazista aos judeus:
Carlos é atacado por carregar uma certa estrela amarela, o nome Habsburgo […]. Os pobres judeus passaram por coisas terríveis. Muitas vezes penso neles neste contexto.
A campanha eleitoral de Carlos de Habsburgo para a UE, para o ÖVP, em 1996, foi parcialmente financiada — segundo Otto, sem o seu conhecimento — com doações da organização de ajuda World Vision Austria que foram desviadas para a União Pan-Europeia.
A defesa pública de Otto do semanário Junge Freiheit, que era afiliado ao Neue Rechte e para o qual ele se disponibilizou repetidamente como entrevistado, foi recebida com críticas. Como o primeiro a assinar duas petições iniciadas pelos editores, ele fez campanha em 2002 no contexto de uma disputa legal contra a então categorização de proteção constitucional do jornal como "extremista de direita" e em 2006 contra seu não convite para a Feira do Livro de Leipzig.
Em 2002, Otto disse em uma entrevista ao Junge Freiheit que a política interna dos EUA estava dividida em duas partes: um Departamento de Defesa "cheio de judeus" em posições-chave, "hoje uma instituição judaica", de um lado, e um Departamento de Defesa "cheio de negros", do outro. Por exemplo, Colin Powell e Condoleezza Rice "ocuparam" o Departamento de Estado. Por outro lado, depois dos Habsburgos, os “anglo-saxões, ou seja, os "americanos brancos” desempenharam “quase nenhum papel”.
Em novembro de 2007, os Habsburgos comentaram sua posição sobre o golpe de Engelbert Dollfuss. Ele "respeitava Dollfuss infinitamente. O homem era corajoso, pronto para defender a Áustria até às últimas consequências. Naquela época, eu via tudo desta perspectiva: Temos que preservar a Áustria". Ele também não tinha "nenhum" problema com a dissolução do parlamento e a proibição de partidos e sindicatos: "Quando se trata do país, estou pronto para tudo."
No aniversário de 2008 do Anschluss, Otto von Habsburg fez uma declaração como parte do seu discurso do "Dia da Memória de 1938" perante o Parlamento de que "não há país na Europa que tenha mais direito a ser vítima dos nazistas do que a Áustria". Embora o seu discurso tenha sido aplaudido, recebeu protestos públicos, críticas da comunicação social e desaprovação expressa por políticos austríacos. O ministro da Defesa do Partido Social-Democrata, Norbert Darabos, foi citado dizendo que os comentários eram "inaceitáveis", "um verdadeiro escândalo político-democrático" e que ele havia "insultado as vítimas do nacional-socialismo". Otto von Habsburg também foi citado dizendo que "uma discussão sobre se a Áustria foi cúmplice ou vítima é um ultraje". O porta-voz militar do Partido Popular Austríaco, Walter Murauer, defendeu a declaração de Otto na época.
Murauer afirmou que havia "outra realidade por trás da massa de pessoas que ouviram Hitler na Heldenplatz", ou seja, os "milhares na resistência e milhares na prisão esperando para serem transportados para Dachau", perto de Munique. Murauer também lembrou que Engelbert Dollfuss foi o único chefe de governo na Europa a ser assassinado pelos nazistas. Murauer aconselhou Darabos a "evitar ataques populistas contra um europeu honrado e do mais alto calibre". O filho de Otto, Carlos de Habsburgo, também defendeu as palavras do pai, numa declaração de 2011, afirmando que "havia culpados em praticamente todos os países".

## Morte e funeral

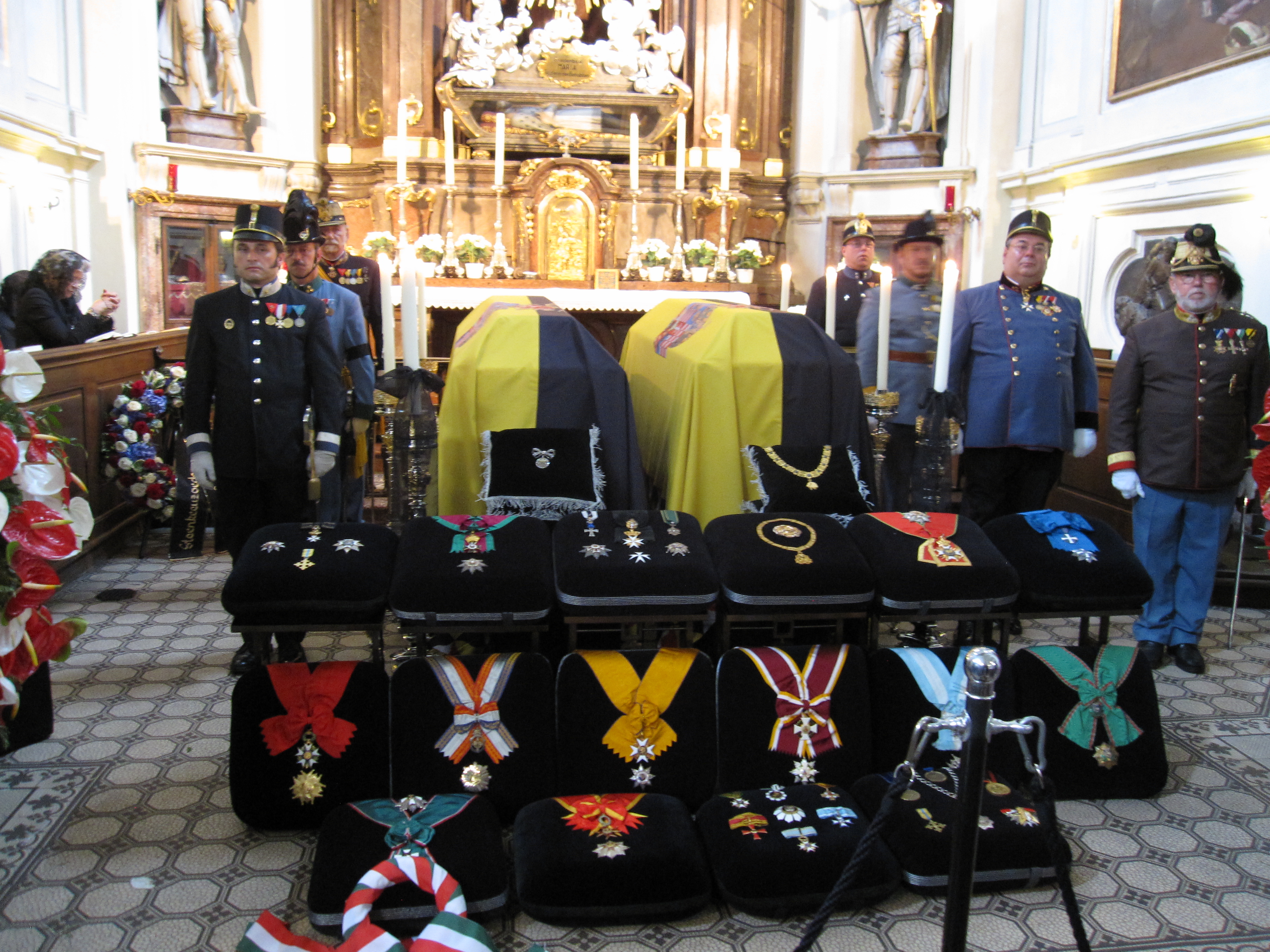
Otto e Regina repousando na Igreja dos Capuchinhos, em Viena, envoltos na bandeira dos Habsburgos. As insígnias das diversas ordens e condecorações acumuladas pelos Habsburgos estão em exposição. Os guardas de honra estão vestidos com uniformes austro-húngaros.

Após a morte de sua esposa, Regina, aos 85 anos, em Pöcking, em 3 de fevereiro de 2010, Otto parou de aparecer em público. Ele morreu aos 98 anos na segunda-feira, 4 de julho de 2011, em sua casa em Pöcking, Alemanha. A sua porta-voz informou que ele morreu "em paz e sem dor durante o sono". Em 5 de julho, seu corpo foi sepultado na Igreja de St. Ulrich, perto de sua casa em Pöcking, Baviera, e um enorme período de luto de 13 dias começou em vários países que antes faziam parte da Áustria-Hungria. O caixão de Otto foi coberto com a bandeira dos Habsburgos, decorada com os brasões imperiais e reais da Áustria e da Hungria, além do brasão da família Habsburgo. Seguindo a tradição da família Habsburg, Otto von Habsburg foi enterrado na cripta da família em Viena, enquanto seu coração foi enterrado na Abadia de Pannonhalma, na Hungria.

## Família

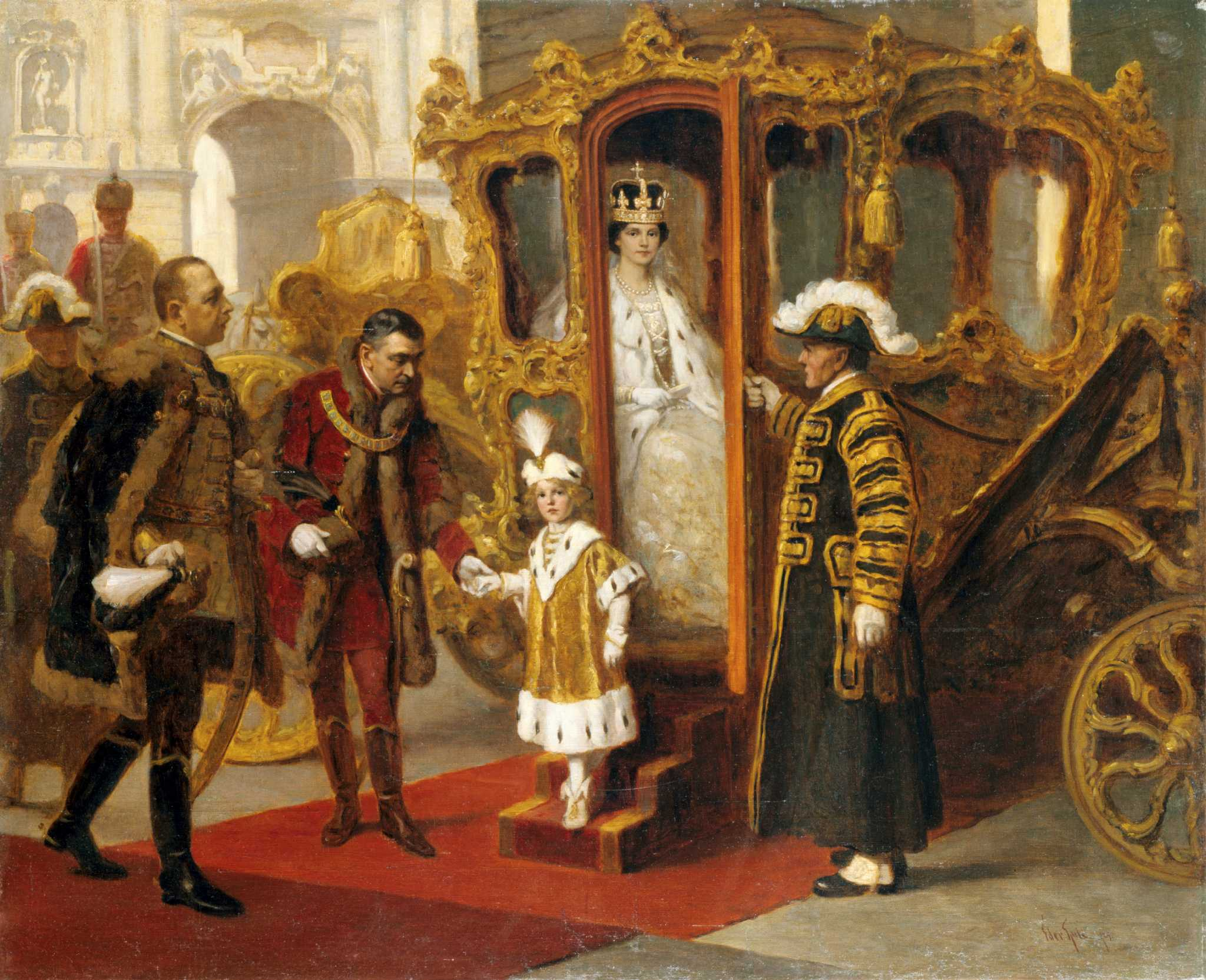
Príncipe herdeiro Oto da Hungria, de 4 anos, em Budapeste, em 1916, assistindo à coroação de seus pais como Rei e Rainha da Hungria, pintado por Gyula Éder (inspirado em um quadro do filme da coroação).

Ele se casou com a princesa Regina de Saxe-Meiningen em 10 de maio de 1951 na Igreja de Saint-François-des-Cordeliers em Nancy, capital da Lorena. Eles eram primos de quarto grau, pois ambos eram descendentes de Carlos Luís I, Príncipe de Hohenlohe-Langemburgo e sua esposa, a Condessa Amália de Solms-Baruth. O casamento contou com a presença de sua mãe, a Imperatriz Zita. Ele retornou para lá com sua esposa para seu jubileu de ouro em 2001. Oto viveu aposentado na Villa Austria em Pöcking, perto de Starnberg, no Starnberger See, Alta Baviera, Baviera, Alemanha.
Na época de sua morte, em 2011, o casal tinha sete filhos, vinte e dois netos e dois bisnetos:
- Andreia de Habsburgo (nascida em 30 de maio de 1953), casou-se com Karl Eugen, conde de Neipperg (nascido em 1951 em Schweigern). Eles têm três filhos e duas filhas.
- Mônica de Habsburgo (nascida em 13 de setembro de 1954), casou-se com Luis María Gonzaga de Casanova-Cárdenas y Barón, Duque de Santángelo e Grande da Espanha (nascido em 1950 em Madrid), filho de Balthasar de Casanova-Cárdenas y de Ferrer e María de los Dolores Barón y Osorio de Moscoso, Duquesa de Maqueda, descendente da Infanta Luisa Teresa de Espanha, Duquesa de Sessa, e irmã de Francisco, Rei-Consorte de Espanha. Eles têm quatro filhos.
- Michaela de Habsburgo (nascida em 13 de setembro de 1954, gêmea de Mônica), casou-se primeiramente com Eric Alba-Teran d'Antin (nascido na Cidade do México, morto em 2004 na cidade de Nova York), e em segundo lugar com o conde Hubertus von Kageneck (nascido em 1940 em Wittlich), filho do conde Franz Joseph von Kageneck e da princesa Elisabeth Maria da Baviera. Divorciada duas vezes, ela tem dois filhos e uma filha do primeiro casamento.
- Gabriela de Habsburgo (nascida em 14 de outubro de 1956), casou-se com Christian Meister (nascido em 1954 em Starnberg). Divorciados em 1997, eles tiveram um filho e duas filhas.
- Valburga de Habsburgo (nascida em 5 de outubro de 1958), casou-se com o conde Archibald Douglas (nascido em 1949 em Estocolmo), um descendente de Luís I, Grão-Duque de Baden. Eles têm um filho.
- Carlos de Habsburgo (nascido em 11 de janeiro de 1961), casou-se (mais tarde se divorciou) com a Baronesa Francesca Thyssen-Bornemisza (nascida em 1958 em Lausanne), filha do Barão Hans Heinrich Thyssen-Bornemisza e Fiona Frances Elaine Campbell-Walter. Eles têm um filho e duas filhas.
- Jorge de Habsburgo (nascido em 16 de dezembro de 1964), casou-se com a duquesa Eilika de Oldenburgo (nascida em 1972 em Bad Segeberg). Eles têm um filho e duas filhas.

## Títulos, estilos e brasões
- 20 de novembro de 1912 – 21 de novembro de 1916: Sua Alteza Imperial e Real o Arquiduque e Príncipe Imperial Oto da Áustria, Príncipe Real da Hungria, Boêmia, Dalmácia, Croácia e Eslavônia[98]
- 21 de novembro de 1916 – 4 de julho de 2011: Sua Alteza Imperial e Real o Príncipe Herdeiro da Áustria, Hungria, Boêmia e Croácia[98][99]

### Títulos em pretensão a partir de 1 de abril de 1922
- Pela Graça de Deus Imperador da Áustria; Rei Apostólico da Hungria, Rei da Boêmia, Dalmácia, Croácia, Eslavônia, Galícia e Lodoméria; Rei de Jerusalém etc.; Arquiduque da Áustria; Grão-Duque da Toscana e Cracóvia; Duque de Lorena, Salzburgo, Estíria, Caríntia, Carníola e Bucovina; Grão-Príncipe da Transilvânia, Marquês da Morávia; Duque da Silésia, Modena, Parma, Placência, Guastalla, Auschwitz e Zator, Teschen, Friuli, Dubrovnik e Zadar; Conde Principesco de Habsburgo e Tirol, de Kyburgo, Gorizia e Gradisca; Príncipe de Trento e Brixen; Marquês da Alta e Baixa Lusácia e Ístria; Conde de Hohenems, Feldkirch, Bregenz, Sonnenburg etc.; Senhor de Trieste, Kotor e a Marcha dos Ventos, Grão-Voivoda da Voivodia da Sérvia etc.[100]

### Oficial na Áustria
- 20 de novembro de 1912 – 21 de novembro de 1916: Sua Alteza Imperial e Real o Arquiduque e Príncipe Imperial Otto da Áustria, Príncipe Real da Hungria, Boêmia, Dalmácia, Croácia e Eslavônia[101]
- 21 de novembro de 1916 – 1919: Sua Alteza Imperial e Real o Príncipe Herdeiro da Áustria, Hungria, Boêmia, Dalmácia, Croácia e Eslavônia[101][102]
- 8 de fevereiro de 1957 – 4 de julho de 2011: Herr Doktor Otto Habsburg-Lothringen

### Oficial na Croácia
- 21 de novembro de 1916 – 29 de outubro de 1918: Sua Alteza Real o Príncipe Herdeiro da Croácia, Dalmácia e Eslavônia[103][104]

Ele se tornou cidadão da República da Croácia em 1990, com o nome oficial:
- 1990 – 4 de julho de 2011: Arquiduque Otto von Habsburg[105]

### Oficial na Alemanha
Otto von Habsburg tornou-se cidadão da República Federal da Alemanha em 1978 e recebeu o nome oficial:
- 1978 – 4 de julho de 2011: Otto von Habsburg

### Honras

#### Honras dinásticas
- Casa de Habsburgo-Lorena:
  - Cavaleiro da Ordem Imperial e Real Austríaca do Tosão de Ouro, 1916;[106] Soberano, 1922[107]
  - Soberano da Ordem Real Húngara de Santo Estêvão[107]
  - Soberano da Ordem Imperial e Real de Leopoldo[107]

#### Honras estrangeiras
- Croácia: Grã-Cruz da Grande Ordem do Rei Dmitar Zvonimir[107][105]
- Estônia: Grã-Cruz da Ordem da Cruz da Terra Mariana[107]
- França: Grã-Cruz da Ordem Nacional da Legião de Honra, 31 de outubro de 2008[107][108][109]
- Alemanha:
  -  Império Alemão:
    -  Família Real da Baviera: Cavaleiro Grã-Cruz da Ordem Real de Santo Huberto[107]
    -    Famílias Ducais Ernestinas: Cavaleiro Grã-Cruz da Ordem da Casa Ducal Saxe-Ernestina

  -  República Federal da Alemanha: Grã-Cruz da Ordem do Mérito da República Federal da Alemanha[107]
    -  Baviera: Membro da Condecoração de Mérito[107]
- Hungria: Grã-Cruz da Ordem do Mérito da República da Hungria[110]
- Família Real Italiana: Cavaleiro Grande Colar da Real Suprema Ordem da Santíssima Anunciação[107]
  -  Família Real das Duas Sicílias:
    - Cavaleiro Grã-Cruz com Colar da Ordem Real de São Januário[107]
    - Bailio Cavaleiro Grã-Cruz com Colar da Ordem Real Sagrada Militar Constantiniana de São Jorge das Duas Sicílias[107]

  -  Família Real Ducal de Parma: Cavaleiro Grã-Cruz da Ordem Real Sagrada Militar Constantiniana de São Jorge de Parma[107]
- Kosovo: Destinatário da Medalha da Liberdade, Classe Especial[107]
- Letônia: Comandante da Ordem das Três Estrelas[107]
- Lituânia: Comandante da Ordem do Grão-Duque Gediminas[107]
- Luxemburgo: Cavaleiro Grã-Cruz da Ordem do Leão de Ouro da Casa de Nassau[107]
- Marrocos: Cavaleiro da Ordem do Mérito Militar[107]
- Países Baixos: Cavaleiro Grã-Cruz da Ordem da Casa de Orange[107]
- Macedônia do Norte: Grã-Cruz da Ordem do Mérito[107]
- Paquistão: Grande Oficial da Ordem do Grande Líder[107]
- Família Real Portuguesa: Cavaleiro Grã-Cruz da Ordem Real da Imaculada Conceição de Vila Viçosa[107]
- Rodésia: Grã-Cruz da Ordem da Legião do Mérito[107]
- San Marino: Grã-Cruz da Ordem de Santa Ágata[107]
- Ordem Soberana e Militar de Malta: Bailio Cavaleiro Grã-Cruz da Ordem de Obediência da Ordem Soberana e Militar de Malta, 2ª Classe[107][111]
- Espanha:
  - Cavaleiro Grã-Cruz da Ordem de Carlos III[107]
  - Cavaleiro Grã-Cruz da Ordem da África[107]
- Vaticano: Cavaleiro Honorário Grande Comendador da Ordem Teutônica[107]
  -  Santa Sé:
    - Cavaleiro Grã-Cruz da Ordem de São Gregório Magno[107]
    - Cavaleiro Grã-Cruz da Ordem de São Silvestre[107]

### Prêmios
- Tirol do Sul: Destinatário da Grande Ordem do Mérito[112]
- Distintivo do Registro de Nobreza Tirolesa

### Prêmios não governamentais
- União Pan-Europeia: Classificação Especial da Medalha Europeia da União Pan-Europeia da Alemanha
- Sudetendeutsche Landsmannschaft: Prêmio Charles Europeu da Sudetendeutsche Landsmannschaft

### Prêmios acadêmicos
- Medalha da Académie des Sciences Morales et Politiques, Institut de France, Paris, França
- Medalha da Real Academia Marroquina, Marrocos
- Medalha da Academia da Cultura Portuguesa, Lisboa, Portugal
- Medalha da Real Academia de Ciencias Morales y Políticas, Madrid, Espanha
- Professor Honorário da Universidade de Bogotá, Colômbia
- Membro Honorário da Universidade Hebraica de Jerusalém
- Membro Honorário do Instituto de Estudos da Marinha, Portugal
- Senador Honorário da Universidade de Maribor, Eslovênia
- Doutor Honoris Causa da Universidade de Osijek, Croácia
- Doutor Honoris Causa da Universidade de Nancy, Lorena, França
- Doutor Honoris Causa da Universidade de Turku, Finlândia
- Doutor Honoris Causa da Universidade de Budapeste, Hungria
- Doutor Honoris Causa da Universidade de Pécs, Hungria
- Doutor Honoris Causa da Universidade de Veszprém, Hungria
- Doutor Honoris Causa da Universidade Hebraica de Jerusalém, Israel
- Doutor Honoris Causa da Universidade de Ferrara, Itália
- Doutor Honoris Causa da Universidade de Skopje, Macedônia
- Doutor Honoris Causa da Universidade de Cincinnati, Cincinnati, Ohio, Estados Unidos
- Doutor Honoris Causa da Universidade de Wisconsin-Milwaukee, Milwaukee, Wisconsin, Estados Unidos
- Doutor Honoris Causa da Universidade de Tampa, Tampa, Flórida, Estados Unidos
- Acadêmico do Studium, Accademia di Casale e del Monferrato, Itália

## Ancestralidade
|  |                                                      |  |  |  |  |  |  |  |  |  |  |  |  |  |  |  |
|  | 8. Arquiduque Carlos Luís da Áustria                 |  |  |  |  |  |  |  |  |  |  |  |  |  |  |  |
|  |                                                      |  |  |  |  |  |  |  |  |  |  |  |  |  |  |  |
|  |                                                      |  |  |  |  |  |  |  |  |  |  |  |  |  |  |  |
|  | 4. Arquiduque Oto Francisco da Áustria               |  |  |  |  |  |  |  |  |  |  |  |  |  |  |  |
|  |                                                      |  |  |  |  |  |  |  |  |  |  |  |  |  |  |  |
|  |                                                      |  |  |  |  |  |  |  |  |  |  |  |  |  |  |  |
|  | 9. Princesa Maria Anunciata de Bourbon-Duas Sicílias |  |  |  |  |  |  |  |  |  |  |  |  |  |  |  |
|  |                                                      |  |  |  |  |  |  |  |  |  |  |  |  |  |  |  |
|  |                                                      |  |  |  |  |  |  |  |  |  |  |  |  |  |  |  |
|  | 2. Carlos I da Áustria                               |  |  |  |  |  |  |  |  |  |  |  |  |  |  |  |
|  |                                                      |  |  |  |  |  |  |  |  |  |  |  |  |  |  |  |
|  |                                                      |  |  |  |  |  |  |  |  |  |  |  |  |  |  |  |
|  | 10. Jorge da Saxônia                                 |  |  |  |  |  |  |  |  |  |  |  |  |  |  |  |
|  |                                                      |  |  |  |  |  |  |  |  |  |  |  |  |  |  |  |
|  |                                                      |  |  |  |  |  |  |  |  |  |  |  |  |  |  |  |
|  | 5. Princesa Maria Josefa da Saxônia                  |  |  |  |  |  |  |  |  |  |  |  |  |  |  |  |
|  |                                                      |  |  |  |  |  |  |  |  |  |  |  |  |  |  |  |
|  |                                                      |  |  |  |  |  |  |  |  |  |  |  |  |  |  |  |
|  | 11. Infanta Maria Ana de Portugal                    |  |  |  |  |  |  |  |  |  |  |  |  |  |  |  |
|  |                                                      |  |  |  |  |  |  |  |  |  |  |  |  |  |  |  |
|  |                                                      |  |  |  |  |  |  |  |  |  |  |  |  |  |  |  |
|  | 1. Oto, Príncipe Herdeiro da Áustria                 |  |  |  |  |  |  |  |  |  |  |  |  |  |  |  |
|  |                                                      |  |  |  |  |  |  |  |  |  |  |  |  |  |  |  |
|  |                                                      |  |  |  |  |  |  |  |  |  |  |  |  |  |  |  |
|  | 12. Carlos III, Duque de Parma                       |  |  |  |  |  |  |  |  |  |  |  |  |  |  |  |
|  |                                                      |  |  |  |  |  |  |  |  |  |  |  |  |  |  |  |
|  |                                                      |  |  |  |  |  |  |  |  |  |  |  |  |  |  |  |
|  | 6. Roberto I, Duque de Parma                         |  |  |  |  |  |  |  |  |  |  |  |  |  |  |  |
|  |                                                      |  |  |  |  |  |  |  |  |  |  |  |  |  |  |  |
|  |                                                      |  |  |  |  |  |  |  |  |  |  |  |  |  |  |  |
|  | 13. Princesa Luísa d’Artois                          |  |  |  |  |  |  |  |  |  |  |  |  |  |  |  |
|  |                                                      |  |  |  |  |  |  |  |  |  |  |  |  |  |  |  |
|  |                                                      |  |  |  |  |  |  |  |  |  |  |  |  |  |  |  |
|  | 3. Princesa Zita de Bourbon-Parma                    |  |  |  |  |  |  |  |  |  |  |  |  |  |  |  |
|  |                                                      |  |  |  |  |  |  |  |  |  |  |  |  |  |  |  |
|  |                                                      |  |  |  |  |  |  |  |  |  |  |  |  |  |  |  |
|  | 14. Miguel I de Portugal                             |  |  |  |  |  |  |  |  |  |  |  |  |  |  |  |
|  |                                                      |  |  |  |  |  |  |  |  |  |  |  |  |  |  |  |
|  |                                                      |  |  |  |  |  |  |  |  |  |  |  |  |  |  |  |
|  | 7. Infanta Maria Antónia de Portugal                 |  |  |  |  |  |  |  |  |  |  |  |  |  |  |  |
|  |                                                      |  |  |  |  |  |  |  |  |  |  |  |  |  |  |  |
|  |                                                      |  |  |  |  |  |  |  |  |  |  |  |  |  |  |  |
|  | 15. Princesa Adelaide de Löwenstein                  |  |  |  |  |  |  |  |  |  |  |  |  |  |  |  |
|  |                                                      |  |  |  |  |  |  |  |  |  |  |  |  |  |  |  |
|  |                                                      |  |  |  |  |  |  |  |  |  |  |  |  |  |  |  |